# بی‌وای‌دی شین
بی‌وای‌دی شین (به انگلیسی: BYD Qin) یک خودروی اتصال برقی دوگانه‌سوز سدان است که طراحی و توسعه آن توسط بی‌وای‌دی انجام شده است. طراحی آن تمام برقی است و قابلیت پیمایش ۷۰ کیلومتر (۴۳ مایل) را دارد. این خودرو در گونه خودروهای خودروی برقی دوگانه جای می‌گیرد. بی‌وای‌دی شین برای اولین بار در سال ۲۰۱۲ در نمایشگاه بین‌المللی خودرو پکن بعنوان یک خودرو مفهومی معرفی شد. نام آن برگرفته از سلسله شین است. یک نسخه تمام الکتریکی از این خودرو با قابلیت پیمایش ۳۰۰ کیلومتر (۱۹۰ مایل) به نام بی‌وای‌دی شین ئی‌وی۳۰۰ در چین در ماه مارس سال ۲۰۱۶ معرفی شده است.

## نگارخانه

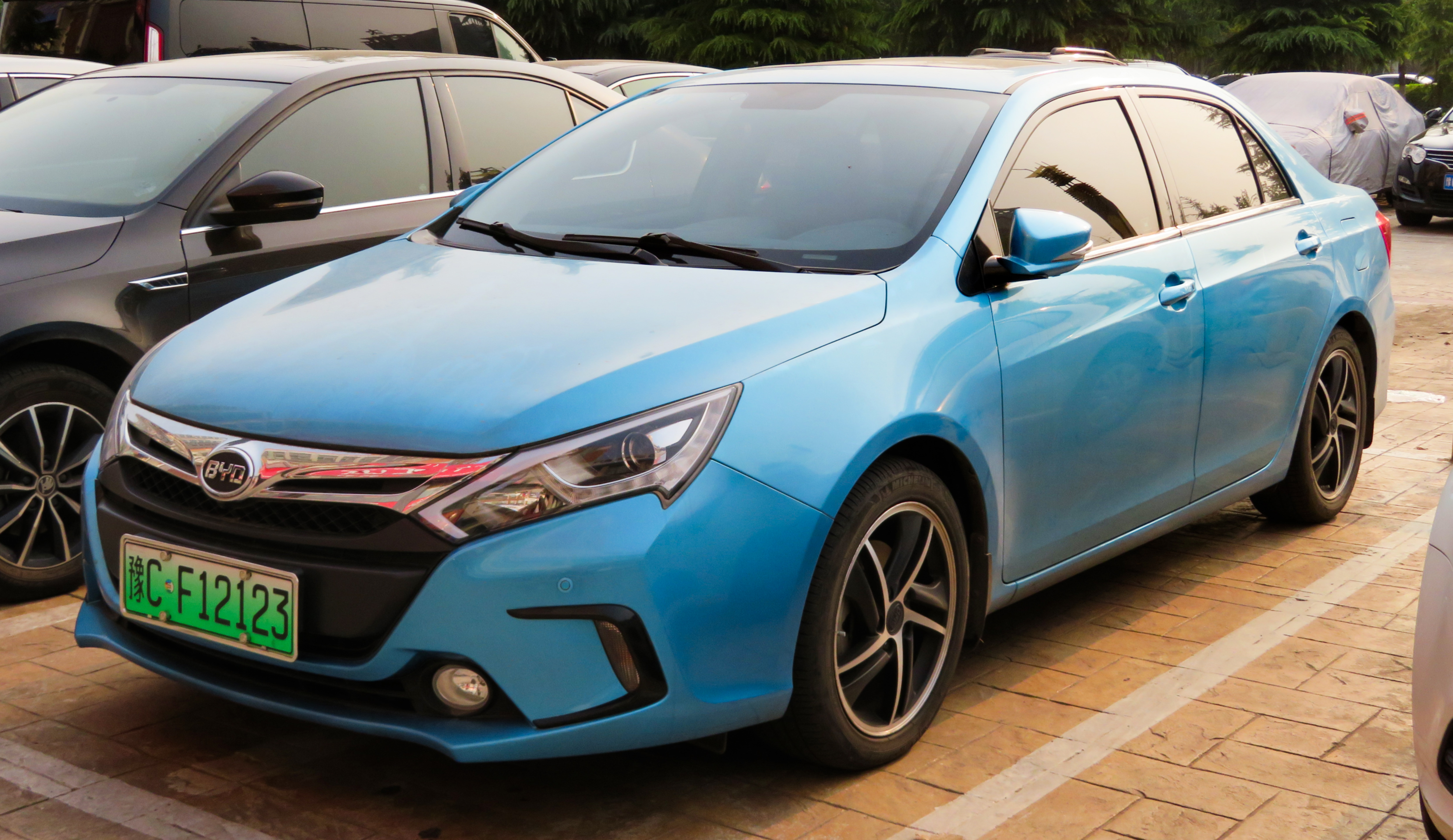
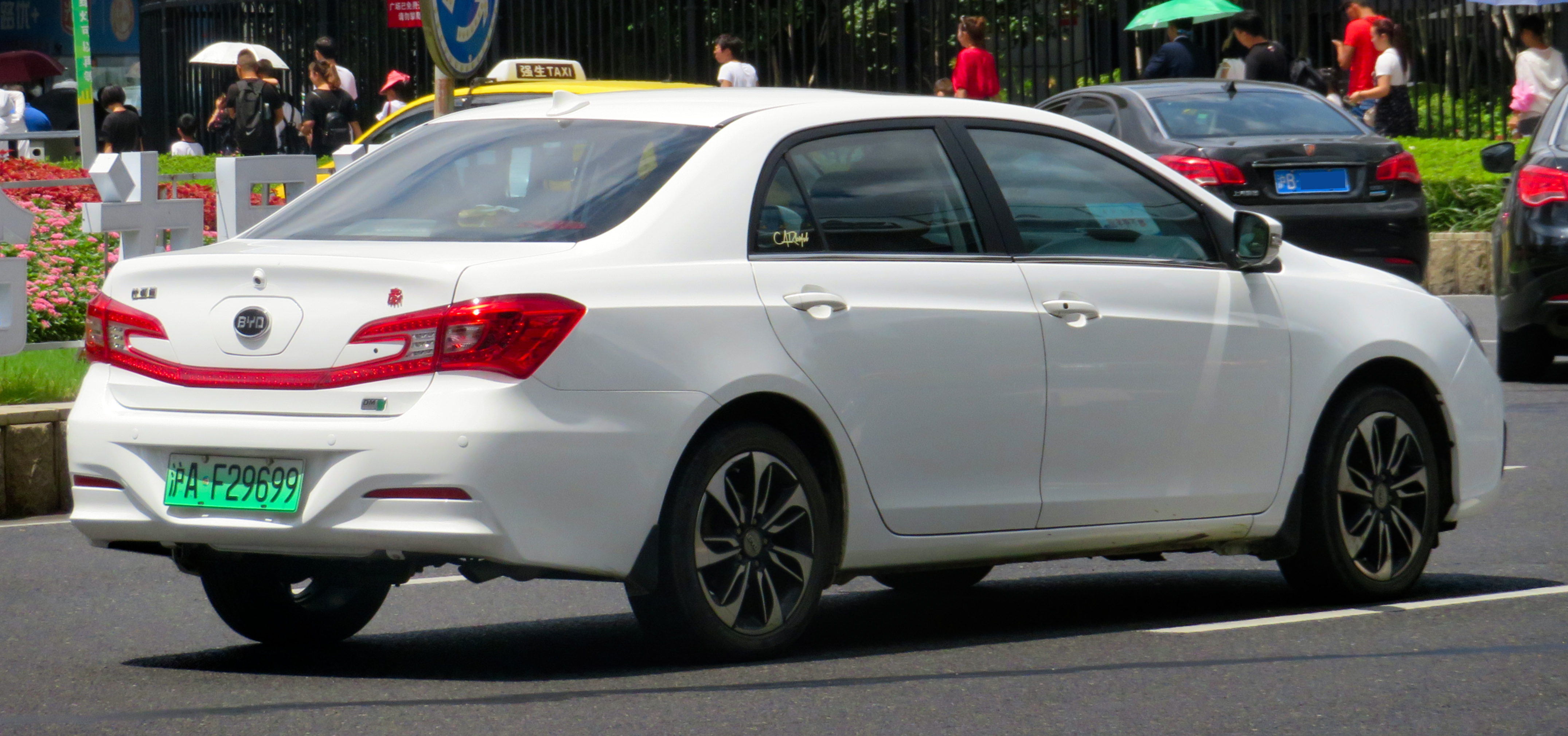